# Wargacz ostronosy
Wargacz ostronosy, wargacz ostropyski (Symphodus rostratus) – gatunek morskiej ryby okoniokształtnej z rodziny wargaczowatych (Labridae).

## Występowanie
Występuje w Morzu Śródziemnym i Czarnym.
Ryba żyjąca w pobliżu skalistych wybrzeży i na łąkach trawy morskiej, na głębokości do 20 m.

## Opis
Dorasta maksymalnie do 12 cm. Ciało wydłużone o bardzo długiem, spiczastym pysku. Otwór gębowy mały z wąskimi, delikatnymi wargami. Szczęki daleko wysuwalne. Uzębienie w postaci rzędu małych, spiczastych zębów. Dolne kości gardłowe zrośnięte w silne płytki żujące. Łuski duże, koliste, wzdłuż linii bocznej od 30 do 35. Płetwa grzbietowe długa, niepodzielona podparta 14–16 twardymi i 9-12 miękkimi promieniami. Płetwa odbytowa podparta 3 twardymi i 9–11 miękkimi promieniami.
Ubarwienie zmienne, przeważnie brązowawe, czarniawe lub zielonkawe. Samce w okresie godowym niekiedy czerwonawe, samice mosiężnożółte.

## Odżywianie
Odżywia się głównie drobnymi skorupiakami.

## Rozród
Samce budują na dnie piaszczystym gniazdo z fragmentów glonów, obsypują je piaskiem tworząc półkolistą jamę gniazdową. Po złożeniu w niej ikry samica doprowadza do gniazda świeżą wodę wachlowaniem płetw.